# Шпайхер (Аппенцелль-Ауссерроден)
Шпайхер (нім. Speicher AR) — громада  в Швейцарії в кантоні Аппенцелль-Ауссерроден, округ Міттельланд.

## Географія
Громада розташована на відстані близько 160 км на схід від Берна, 13 км на схід від Герізау.
Шпайхер має площу 8,2 км², з яких на 17,7% дозволяється будівництво (житлове та будівництво доріг), 53,2% використовуються в сільськогосподарських цілях, 28,2% зайнято лісами, 1% не є продуктивними (річки, льодовики або гори).

## Демографія
2019 року в громаді мешкало 4408 осіб (+9,5% порівняно з 2010 роком), іноземців було 12%. Густота населення становила 539 осіб/км².
За віковим діапазоном населення розподілялося таким чином: 21,6% — особи молодші 20 років, 57,9% — особи у віці 20—64 років, 20,5% — особи у віці 65 років та старші. Було 1860 помешкань (у середньому 2,3 особи в помешканні).
Із загальної кількості 1374 працюючих 61 був зайнятий в первинному секторі, 259 — в обробній промисловості, 1054 — в галузі послуг.